# Teleki Tibor (koronaőr)
Széki gróf Teleki Tibor Sándor (Gyömrő, 1871. május 18. – Gyömrő, 1942. szeptember 26.) magyar királyi tanácsos, koronaőr, országgyűlési képviselő, felsőházi tag.

## Családja és származása
Az előkelő magyar főnemesi római szentbirodalmi széki gróf Teleki család sarja. Apja gróf Teleki Sándor (1829–1875), aranysarkantyús vitéz, a Szent István rend kis-keresztese, a Johannita rend lovagja, a pesti református egyházmegye segéd-gondnoka, nagybirtokos, anyja széki gróf Teleki Jozefina (1838–1915), az Országos Nőképző-Egylet örökös díszelnöke. Az apai nagyszülei gróf Teleki Sámuel (1792–1857), nagybirtokos, és báró királyfiai Jeszenák Lujza (1803–1870) voltak. Az anyai nagyszülei gróf Teleki Domokos (1810–1876), országgyűlés szabadelvű követe és a Magyar Tudományos Akadémia levelező, igazgató és tiszteleti tagja, és báró losonci Bánffy Jozefa (1810–1841) voltak. Teleki Tibor grófnak a keresztszülei a majdani hadügyminiszter gróf Ráday Gedeon (1841–1883), és neje gróf Philippine von Pergen (1741–1905) voltak.

## Élete
1871-ben született Gyömrőn, református vallású családban. A középiskolát a budapesti református főgimnáziumban végezte, majd Debrecenben végezte el a jogi akadémiát és ott tett államvizsgát is. Tanulmányai befejeztével egy ideig a Nádasdy-huszároknál szolgált, mint tényleges tiszt. 1895-ben megnősült, megvált a katonaságtól és átvette gyömrői gazdaságának vezetését. Hamar bekapcsolódott Pest vármegye közéletébe: tagja volt a megye törvényhatósági bizottságának és több társadalmi szervezetnek.
A tanácskormány uralma idején elfogták és családjával együtt négy hétig internálták. Egy darabig a Nemzeti Középpárt tagja volt, 1922-es megalakulásakor pedig az Egységes Párthoz csatlakozott és ugyanabban az évben e párt programjával bekerült a második nemzetgyűlésbe is, a gyömrői választókerület képviselőjeként. Az 1926–1931 közti törvényhozási ciklusban is ezt a kerületet képviselte, a választáson a Berinkey-kormány kultuszminiszterét, Vass Jánost győzte le jelentős különbséggel. A képviselőházban elnöke volt az állandó összeférhetetlenségi bizottságnak, tagja a külügyi, a közjogi és a földművelésügyi bizottságoknak.
Az 1931. évi választásokon nem vállalt jelöltséget, közéleti tekintélye azonban megmaradt, olyannyira, hogy 1933 júliusában – báró Perényi Zsigmonddal együtt – megválasztották a mindenkori két koronaőr egyikévé, e minőségében pedig a parlamenti felsőház tagja is lett. Érdemeit a kormányzó 1930-ban a Magyar Érdemrend nagykeresztjének adományozásával ismerte el. Gondnoka volt a pesti református egyházmegyének és elnöke az Országos Gazdasági Munkáspénztár igazgatóságának.

## Házassága és gyermekei
Teleki Tibor gróf Budapesten, 1895. július 17-én feleségül vette gróf Széchenyi Alice (Nagycenk, 1871. szeptember 2.–Pomáz, 1945. március 20.) kisasszonyt, akinek a szülei gróf Széchenyi Béla (1837–1918) magyar utazó, koronaőr, nagybirtokos és monoszlói és monyorókeréki gróf Erdődy Hanna (1846–1872) voltak. Az apai nagyszülei gróf Széchenyi István (1791–1860), valóságos belső titkos tanácsos, császári és királyi kamarás, író, polihisztor, közgazdász, a Batthyány-kormány közlekedési minisztere, és gróf Seilern Crescence (1836–1860) voltak. Az anyai nagyszülei gróf Erdődy Lajos (1814–1883), nagybirtokos, és Raymann Johanna (1809–1897) voltak. Teleki Tibor gróf és Széchenyi Alice grófnő frigyéből született:
- gróf Teleki Béla (Gyömrő, 1896. október 2. – Asunción, Paraguay, 1969. szeptember 12.) földbirtokos, politikus, Zala vármegye főispánja, a zalavármegyei Magyar Vöröskereszt Egylet elnöke,[15] mezőgazdász, egyetemi tanár, a Nemzetvédelmi Kereszt tulajdonosa. Felesége: gróf székhelyi Majláth Mária (*Perbenyik, 1897. szeptember 3.–†Asunción, Paraguay, 1963. május 5.)
- gróf Teleki József  (Gyömrő, 1900. május 10.–Brüsszel, 1985. február 10.). báró pallini Inkey Mária Jolán (*Iharos, 1910. április 20.–Southampton, 1992. június 27.)
- gróf Teleki Johanna "Hanna" Ferdinanda Crescencia Mária Terézia (Gyömrő, 1901. május 13.–Budapest, 1988. február 24.). 1.f.: Dr. med. gróf Hoyos-Wenckheim Viktor (*Pusztafás, 1900. október 9–Zürich, 1925. május 17.), a Pázmány Péter Egyetem Élettani Intézetének asszisztense.[16] 2.f.: gróf Hoyos Béla (Németlád, 1901. július 2.–Budapest, 1978. augusztus 23.)
- gróf Teleki Lajos Tibor (Gyömrő, 1905. április 14.–Budapest, 1921. május 16.)
- gróf Teleki László (Gyömrő, 1912. november 29. – Piotrków Trybunalski, Lengyelország, 1962. október 10.), földbirtokos, 20. századi magyarországi református ifjúsági vezető, cserkész. Neje: alapi Salamon Éva (Budapest, 1920. május 13.–Lodz, 1962. október 10.).[17]